# 126 (szám)
A 126 (százhuszonhat) a 125 és 127 között található természetes szám.
A 125-tel Ruth–Aaron-párt alkot. Tízszögszám. Ötszögalapú piramisszám.
Ritkán tóciens szám.